# Deutsches Krankenhaus Adressbuch
Das Deutsche Krankenhaus Adressbuch (dka) ist ein Unternehmen der Rombach Druck- und Verlagshaus GmbH & Co. KG mit Sitz in Freiburg im Breisgau. Als Dienstleister im Bereich Gesundheitsadressen hat das Deutsche Krankenhaus Adressbuch sein Portfolio in den vergangenen Jahren kontinuierlich um digitale Lösungen erweitert.

## Geschichte
Das Deutsche Krankenhaus Adressbuch erschien seit den 1950er Jahren in Zusammenarbeit mit der Deutschen Krankenhausgesellschaft, dem Bundesverband Deutscher Privatkrankenanstalten und der Fachvereinigung der Verwaltungsleiter. Seit 1962 ist es ein eigener Verlagsbereich der Rombach Druck- und Verlagshaus GmbH & Co. KG und feiert 2022 60 Jahre dka.

## Portfolio
Im Deutschen Krankenhaus Adressbuch sind Adressen von und Detailinformationen zu Krankenhäusern, Kliniken und Rehabilitationseinrichtungen gelistet. Die Redaktion erhebt sämtliche Adressdaten in Kooperation und mit Genehmigung der jeweiligen Einrichtungen.
Der Datenpool umfasst rund 30.000 Einzeladressen aus Deutschland, Österreich und der Schweiz. Das Deutsche Krankenhaus Adressbuch erscheint als digitale Datenbanklösung dka online.

## Produkte
| Online-Datenbank |